# 梅 (愛達荷州)
梅伊（英語：May）是位於美國愛達荷州萊姆哈伊縣的一個非建制地區。該地的面積和人口皆未知。

## 地理
梅伊的座標為44°36′16″N 113°54′43″W / 44.60444°N 113.91194°W，而該地的平均海拔高度為1545米（即5069英尺）。